# Plesiopanurgus cinerarius
Plesiopanurgus cinerarius là một loài Hymenoptera trong họ Andrenidae. Loài này được Cameron mô tả khoa học năm 1907.